# 유곡면
유곡면(柳谷面)은 대한민국 경상남도 의령군의 면이다. 의령군의 중심 면으로 유곡천을 중심으로 두 골이 형성된 곳에 취락이 이루어지고 면이 되었다. 골짝물을 이용한 농사가 잘되었으나 근래 벽계저수지 완공으로 완벽한 수리시설을 이용 미맥은 물론 양파 주산지로 농가주 소득원으로 자리매김하고 있다. 깨끗한 계곡, 유곡천변에 솟은 자암정, 우애정 등 경치가 좋아 사람들이 찾고 있다.

## 연혁
조선시대 화곡리, 미요리, 정곡리로 삼분되었다가, 1895년 고종 32년 화곡리 일부와 상곡, 오목, 신촌리를 능인면 상촌, 마두리를 이유곡면 정곡리를 정곡면으로 칭하다가, 1913년에는 능인면, 정곡면, 이유곡면을 병합하여 ‘유곡면’으로 부르고, 현재에 이르렀다.

## 행정 구역
- 당동리
- 마장리
- 상곡리
- 마두리
- 덕천리
- 상촌리
- 송산리
- 세간리
- 칠곡리
- 오목리
- 신촌리

## 교육
- 유곡초등학교 (칠곡리)
  - 송산분교 (폐교) - 유곡면 청정로 1682 (송산리)